# Liberec

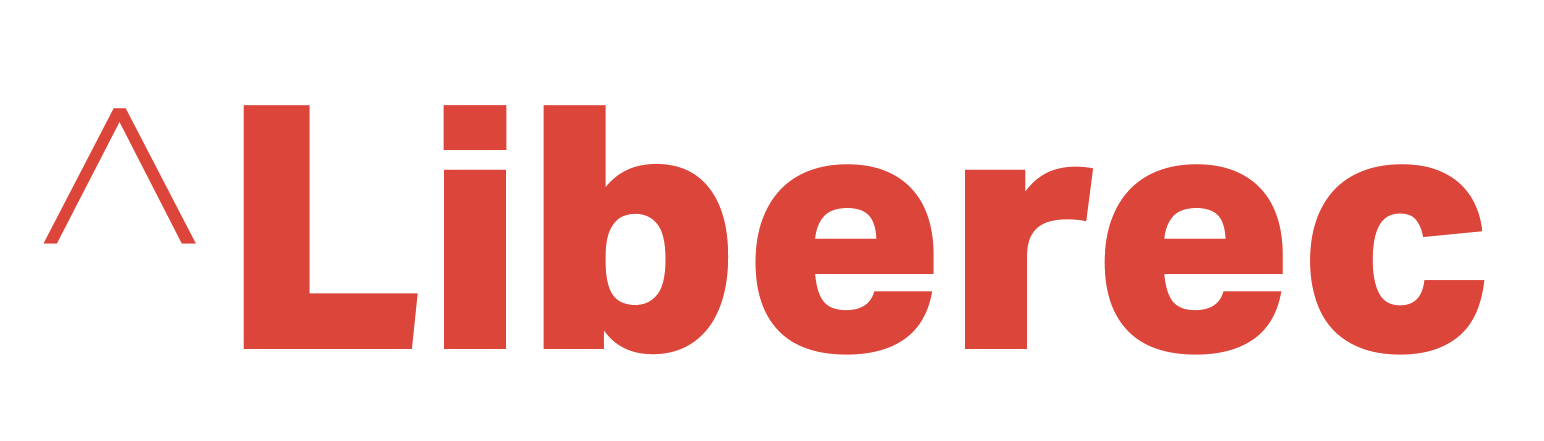
Logo

Liberec  (in tedesco Reichenberg) è una città della Repubblica Ceca capoluogo del distretto e della regione omonimi, ubicata sulle rive del fiume Neiße.

## Storia
Liberec fu menzionata per la prima volta in un documento del 1348. Dal 1622 al 1634 era tra i possedimenti di Albrecht von Wallenstein. Dopo la sua morte appartenne alle famiglie dei Gallas e Clam Gallas, sebbene la loro giurisdizione sulla città sia terminata da tempo. L'industria tessile fu introdotta nel 1579.
La città si sviluppò rapidamente alla fine del XIX secolo, come testimonia una spettacolare serie di palazzi del tardo Ottocento, tra cui spiccano il municipio, il teatro e il Severočeské Muzeum (Museo della Boemia del Nord). Il circondario sulle colline che sovrastano la città è ricco di case e strade di rara bellezza, tutte in stile pittoresco romantico, tipico delle stazioni termali dell'Europa centrale.
Negli anni trenta la città, a prevalenza etnica tedesca, città principale dei Sudeti germanici e, dopo la conferenza di Monaco del 1938, la capitale del Sudetengau, all'interno della Germania nazionalsocialista.
La popolazione tedesca della città fu espulsa nel periodo immediatamente successivo alla seconda guerra mondiale secondo i decreti Beneš e sostituita da cechi.

## Sport
Sede dei Mondiali di sci nordico nel 2009, è attrezzata con il trampolino Ještěd. Ha ospitato numerose gare di combinata nordica, salto con gli sci e sci di fondo valide per le relative Coppe del Mondo.
È sede dello Slovan Liberec, società calcistica tra le più forti nel campionato ceco: la squadra vanta infatti tre titoli nazionali e due coppe nazionali.